# Jyväskylä

Jyväskylä (finlandês: Jyväskylä, [ˈjyʋæs̠ˌk̟ylæ]ⓘ) é uma cidade e comuna da Finlândia. É a capital da região da Finlândia Central. Está situada no sul  do país, e localizada na margem norte do lago Päijänne, a aproximadamente 140 km de Tampere e 270 km de Helsinki.
É um importante centro cultural, comercial e industrial, conhecido pelo seu festival de jazz Jyväskylä Summer Jazz e pela sua competição automobilística Neste Rally Finland.

A cidade de Jyväskylä tem 134 804 habitantes (2023) e é a 7ª maior cidade do país.
A região económica de Jyväskylä (Jyväskylän seutukunta) possui cerca de 192 564 habitantes (2025) e é a maior da região da Finlândia Central.
É a capital da região da Finlândia Central (finlandês: Keski-Suomen, sueco: Mellersta Finland), no interior do sul da Finlândia.
É uma cidade de expressão finlandesa (enspråkigt finsk).               

Por vezes chamada Atenas da Finlândia, Jyväskylä tem como lema "cidade das ciências e das artes". Teve grande importância na afirmação da finlandidade da Finlândia. Dos vários institutos de formação na cidade, a Universidade de Jyväskylä é hoje a mais importante.

## História
Originalmente uma aldeia de paróquia, Jyväskylä tornou-se um centro de comércio no princípio do século XIX e recebeu o estatuto de cidade em 1837.

## Educação
A cidade conta com uma instituição de ensino superior -  a Universidade de Jyväskylä (finlandês: Jyväskylän yliopisto).

## Património histórico, cultural e turístico
A cidade dispõe de um património turístico e cultural, onde pode ser destacado:

- Museu Centro Aalto2 (finlandês: Aalto2-museokeskus ; museu de arquitetura, design e herança cultural)

## Desporto
A cidade é sede do clube de hóquei no gelo JYP. 

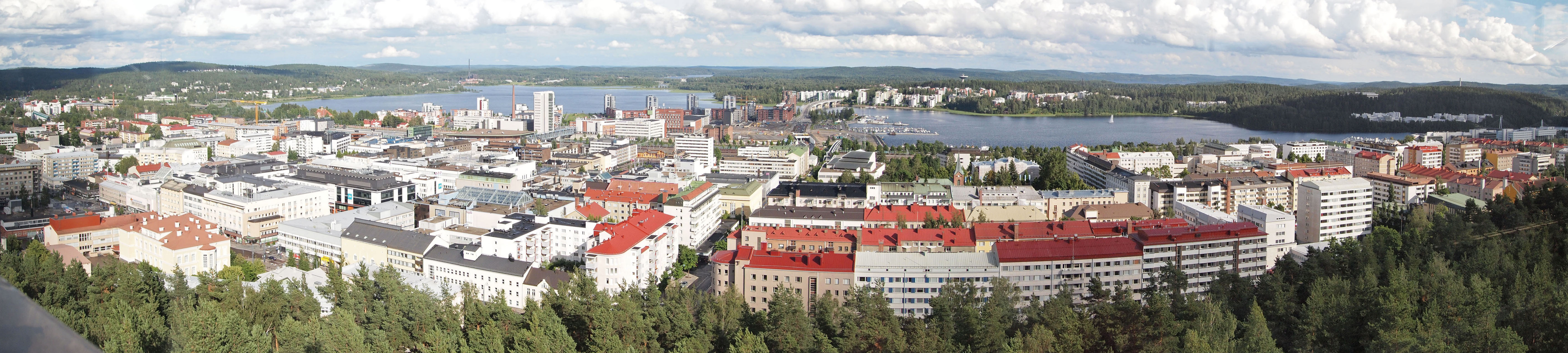
Jyväskylä

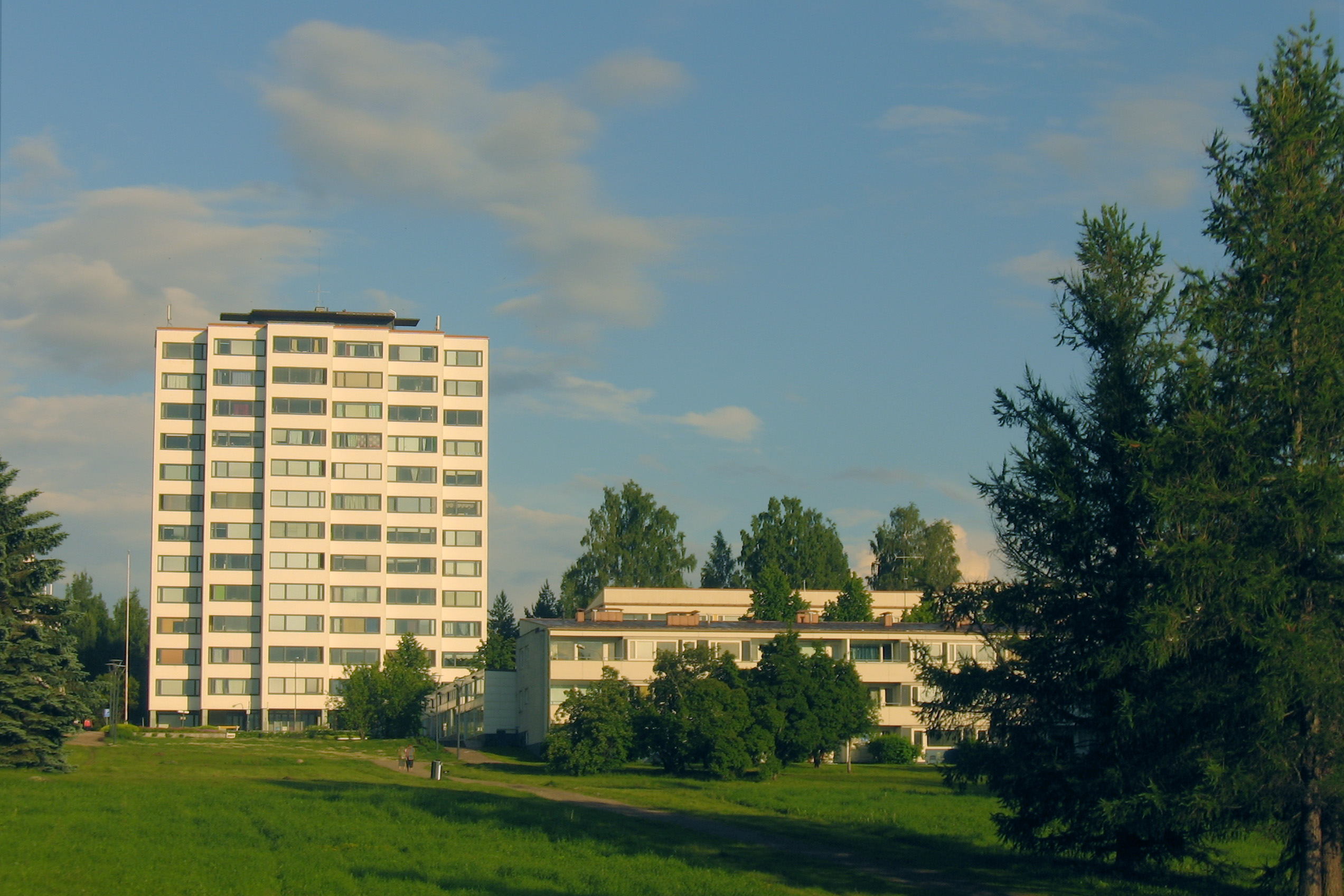
Viitatorni